# 아이나역
아이나역(일본어: 藍那駅, あいなえき)은 일본 효고현 고베시 기타구에 있는 고베 전철 아오 선의 역이다. 역 번호는 KB43이다.

## 역사
- 1937년 12월 28일: 미키 전기철도의 스즈란다이 ~ 히로노 골프조 마에 구간 개통과 동시에 영업 개시.
- 1947년 1월 9일: 고베 아리마 전기철도와 미키 전기철도가 회사 합병하고 신아리미키 전기철도의 역이 됨.

## 역 구조
상대식 승강장 2면 2선을 가진 지상역이다. 승강장 유효 길이는 5량이다. 본 역에서 옆의 니시스즈란다이 역까지는 복선 구간이다. 아오 방향은 단선으로 본 역에서 교행 가능하다. 역사는 상행 승강장 측에 있고, 하행 승강장과는 과선교에서 연결된다.
연선 광 네트워크에 접속된 역무 원격 시스템이 도입되고 있어, 센터 역에서 자동 매표기, 자동 개찰기, 자동 정산기, TV카메라, 인터폰, 셔터가 원격 조작된다. 이로 인하여, 역무원의 순회역이고, 구내 매점도 두지 않고 있다.
2017년 3월의 다이아 개정으로 낮 시간대의 니시스즈란다이 회송 전철의 설정으로 본 역의 아오 방향에 유치선(정기 왕복선)이 1선 신설되었다.

### 승강장
| (역사측) | ■ 아오 선(상행) | 니시스즈란다이・스즈란다이・미나토가와・신카이치 방면     |
| (반대측) | ■ 아오 선(하행) | 고바타・오시베다니・시지미・에비스・미키・오노・아오 방면 |

## 역 주변
상점은 없고 주택은 철길 옆에 큰 마을이 있는 정도이다. 산과 산의 골짜기에 있다.
- 고베 시립 아이나 초등학교 - 약 540m.
- 국영 아카시 해협 공원 고베 지구 아이나 야산 공원

## 인접역
| 고베 전철 아오 선                 | 고베 전철 아오 선 | 고베 전철 아오 선   |
| --------------------------------- | ----------------- | ------------------- |
| KB42 니시스즈란다이 신카이치 방면 | ■ 준급 ■ 보통     | 기즈 KB44 아오 방면 |